# Треппо-Гранде
Треппо-Гранде (итал. Treppo Grande) —  коммуна в Италии, располагается в регионе Фриули-Венеция-Джулия, в провинции Удине.
Население составляет 1780 человек (2008 г.), плотность населения составляет 159 чел./км². Занимает площадь 11 км². Почтовый индекс — 33010. Телефонный код — 0432.
Покровителем коммуны почитается святой Иосиф Обручник, празднование 19 марта.

## Демография
Динамика населения:

## Администрация коммуны
- Официальный сайт: https://web.archive.org/web/20160819193618/http://www.comune.treppogrande.ud.it/